# Scottie Wilbekin
Scottie Jordan Wilbekin (Gainesville, Florida; 5 de abril de 1993) es un jugador de baloncesto estadounidense que pertenece a la plantilla del Fenerbahçe Beko de la BSL de Turquía. Con 1,88 metros de estatura, juega en la posición de base. Es hermano del también jugador de baloncesto Mitchell Wilbekin.

## Trayectoria deportiva
El jugador no fue elegido en el Draft de la NBA de 2014 y probó suerte con Grizzlies y Sixers en la Summer League de Las Vegas. Acabó firmando por los Taipans, con los que llegó a la final de su liga, y terminó jugando desde marzo los últimos partidos del campeonato griego con el AEK Atenas. Wilbekin tuvo unos promedios en el AEK, de 8.0 puntos y 3.9 asistencias en la HEBA griega.
En verano de 2015, vuelve a jugar en la Summer League. Disputó la de Orlando con el combinado Orlando White y después se enroló de nuevo en los Sixers para jugar en Las Vegas, donde ha promediado 14,4 puntos, 2 rebotes, 2 asistencias y 1,6 robos en 27 minutos por partido.
En 2015, renueva con los Cairns Taipans de Australia, aunque recibe una oferta para jugar en los Sixers durante 4 años.
Hasta el inicio de la NBA 2015-16, el jugador está hasta el último momento intentando hacerse un hueco en los Sixers de la NBA, pero finalmente tiene que optar por otros mercados, y vuelve a jugar en Europa para jugar en el Darüşşafaka S.K..
Tras tres temporadas en Turquía, en julio de 2018 ficha por el Maccabi Tel Aviv.